# 9645 Ґрюнвальд
9645 Ґрюнвальд (9645 Grünewald) — астероїд головного поясу, відкритий 5 січня 1995 року.
Тіссеранів параметр щодо Юпітера — 3,334.